# Witold Grim
Witold Bolesław Grim (ur. 13 września 1950 w Raciborzu) – polski nauczyciel i samorządowiec, w latach 2014–2018 prezydent Zawiercia.

## Życiorys
Ukończył studia trenerskie na Akademii Wychowania Fizycznego w Katowicach. Pracował w zawodzie nauczyciela, a od 1985 w Ośrodku Sportu i Rekreacji w Zawierciu, pełniąc funkcję dyrektora tej instytucji. Był radnym miejskim, a w latach 2002–2006 zastępcą prezydenta Zawiercia Ryszarda Macha.
W 2006 powrócił do rady miejskiej z ramienia lokalnego ugrupowania Niezależna Alternatywa Wyborcza. W 2010 uzyskał natomiast mandat radnego sejmiku śląskiego IV kadencji z ramienia Platformy Obywatelskiej. W wyborach w 2014 wystartował jako bezpartyjny kandydat z poparciem PO na urząd prezydenta Zawiercia, wygrywając w drugiej turze głosowania z wynikiem blisko 64,5% głosów. W 2018 nie uzyskał reelekcji, przegrywając w drugiej turze; został natomiast wybrany w skład rady miejskiej Zawiercia.
Był inicjatorem reaktywacji w 2009 seniorskiej drużyny piłkarskiej Warty Zawiercie, a także jej trenerem.